# Karl Sverkersson af Sverige
Karl Sverkersson (død 12. april 1167 på Visingsö) blev østgøternes konge senest 1158 og svensk konge fra 1161 til sin død.
Karl var søn af Sverker den ældre og norske Ulvhild Håkonsdatter. I 1163 giftede han sig med Kristina Stigsdatter Hvide, datter af den skånske stormand Stig Hvide (eller Stig Tokesson Hvitaled) og Margareta af Danmark. De fik ét barn (som vi kender til), Sverker Karlsson den yngre.
Som søn af den myrdede kong Sverker den Ældre blev Karl sandsynligvis konge i Gøtaland umiddelbart efter dennes død i 1156. Efter at han i 1161 fik kong Magnus Henriksson, som blev betragtet som en dansk tronraner, besejret og dræbt i slaget ved Örebro, blev Karl valgt til konge af hele Sverige.
Under Karl Sverkerssons styre fik Sverige i 1164 sin første ærkebiskop, da Alvastramunken Stefan tiltrådte embedet i Uppsala. Et bevaret pavebrev på en forespørgsel fra kong Ulf Jarl og de svenske biskopper bekræfter dette. Alvastra kloster var blevet grundlagt af kong Karls forældre, og selv gav han også Vreta kloster og Nydalen kloster økonomisk støtte.
År 1164 skal svenskerne i henhold til russiske krøniker have foretaget et mislykket hærtogt mod Rusland, muligvis gennem Finland. 
I foråret 1167 blev Karl Sverkersson overfaldet og dræbt på Visingsö (en ø i søen Vättern) af kong Erik den Helliges søn Knut Eriksson, som så overtog kongemagten. Karl Sverkersson blev gravlagt på Alvastra kloster.
Karl Sverkerssons segl, som viser kongen siddende på sin trone, er det ældste svenske kongesegl som er bevaret. Under hans styre blev også det ældste, bevarede skrevne dokument i Sverige udfærdiget af førnævnte ærkebiskop Stefan.